# Street Fighter III
Street Fighter III is een vechtspel dat is ontwikkeld en uitgegeven door Capcom en verscheen als arcadespel in 1997.
Het spel, oorspronkelijk uitgebracht als Street Fighter III: New Generation, was ontwikkeld als een directe sequel van Street Fighter II en markeert het begin van een nieuw tijdperk in de Street Fighter-serie, waarbij in eerste instantie geen enkel voormalig karakter terugkeerde behalve Ryu en Ken, met daarnaast een nieuw hoofdpersonage genaamd Alex. Het spel was geproduceerd voor de CPS 3-hardware. Ondanks de toenmalige populariteit van vechtspellen in 3D-graphics, besloot Capcom om het spel in 2D te houden (3D-graphics werden in plaats daarvan gebruikt in de spin-off game Street Fighter EX). 
Het spel kreeg twee updates: Street Fighter III: 2nd Impact in 1997 en  Street Fighter III: 3rd Strike in 1999. 

## Uitgaven
De eerste twee Street Fighter III-edities, New Generation en 2nd Impact, werden uitgebracht als compilatiespel voor de Dreamcast in 1999 onder de titel Street Fighter III: Double Impact. In 2000 werd ook Street Fighter III: 3rd Strike uitgebracht voor de Dreamcast en werd heruitgebracht in 2004 voor de PlayStation 2 (niet in Europa) en de Xbox (als onderdeel van Street Fighter Anniversary Collection). 
In 2011 werd een downloadbare onlineversie onder de titel Street Fighter III: 3rd Strike Online Edition uitgebracht op PlayStation Network en Xbox Live Arcade.
De Street Fighter III-spellen werden in 2018 opnieuw uitgebracht als onderdeel van de Street Fighter 30th Anniversary Collection voor de PlayStation 4, Xbox One, PC en Nintendo Switch.

## Personages
De eerste editie, Street Fighter III: New Generation, bevat elf speelbare personages, waarvan er slechts twee, Ryu en Ken, terugkeren uit eerdere spellen in de serie.
- Alex
- Sean
- Ryu
- Ken
- Dudley
- Ibuki

- Necro
- Yun
- Yang
- Elena
- Oro
- Gill (eindbaas)

In Street Fighter III: 2nd Impact kwamen er drie personages bij:
- Hugo
- Urien
- Akuma (geheim karakter)

Tot slot voegt Street Fighter III: 3rd Strike de volgende personages toe:
- Chun-Li (uit Street Fighter II)
- Makoto
- Q
- Twelve
- Remy

Het personage Gill is de eindbaas in alle versies van het spel, maar is alleen speelbaar in de console-versies.

## Ontvangst
Street Fighter III werd door critici goed ontvangen, maar was bij uitgave niet zo populair als zijn voorganger. De derde versie van het spel, Street Fighter III: 3rd Strike, kreeg jaren nadat het was uitgebracht een grote cultstatus en wordt sindsdien door velen beschouwd als het beste Street Fighter-spel en als een van de beste vechtspellen aller tijden.